# Alessandria (Olaszország)
Alessandria (piemonti nyelven Lissandria, vagy Lisòndria, a városi dialektusban viszont Alessandria név használatos) település Olaszországban, Piemont régióban, Alessandria megye székhelye. Lakosainak száma 91 059 fő (2023. január 1.). Alessandria Castellazzo Bormida, Castelletto Monferrato, Felizzano, Frugarolo, Montecastello, Oviglio, Pecetto di Valenza, Alluvioni Piovera, Quargnento, San Salvatore Monferrato, Tortona, Valenza, Bosco Marengo, Pietra Marazzi, Sale és Solero községekkel határos.

## Népesség
A település népessége az elmúlt években az alábbi módon változott:
| Lakosok száma | 90 532 | 93 861 | 93 839 | 93 980 | 90 987 | 91 059 |
|               | 2004   | 2016   | 2017   | 2018   | 2022   | 2023   |